# Tělesný trest

Země, kde soud může nařídit tělesný trest

Země, kde je výslovný zákaz tělesného trestání dětí

Legalita trestání dětí v Evropě:
Země, kde je zákaz tělesných trestů ve škole
Země, kde je zákaz tělesných trestů ve škole i v rodině

Tělesný trest je trest, jehož smyslem je způsobit trestanému fyzické nepohodlí či fyzickou bolest, což se nejčastěji dělá opakovanými údery, ale nikoliv způsobit zranění, trvale zmrzačit jeho tělo nebo ohrozit životní funkce.

## Druhy trestů a jejich legalita
Tělesné tresty rozdělit do třech hlavních skupin:
- domácí respektive rodičovské tělesné tresty, využívané při výchově dětí v rámci rodiny
- školní tělesné tresty, využívané k udržení kázně ve škole
- soudní tělesné tresty, využívané společností jako trest pro zločince

Nařizování tělesných trestů soudem je dnes používáno jen v menšině zemí (v celém západním světě se od nich upustilo). Naproti tomu domácí tělesné tresty jsou povoleny v několika zemích Evropy (např. Belgie, Rusko, Bělorusko, Švýcarsko, Velká Británie kromě Skotska a Walesu) i v celých Spojených státech amerických, kde jsou zároveň zhruba v polovině států povoleny i tělesné tresty ve škole.